# Angband
(J.R.R. Tolkien, Il Silmarillion)
Angband (forma Sindarin per "prigione di ferro") è una fortezza di Arda, l'universo immaginario fantasy creato dallo scrittore inglese J. R. R. Tolkien. È il nome della seconda fortezza di Morgoth, la cui costruzione fu precedente alla Prima Era, situata nei Monti di Ferro a nord del Beleriand.

## La storia
Morgoth costruì questa immensa fortezza come prigione della sua roccaforte maggiore, Utumno, oltre che per assicurarsi una seconda roccaforte in caso di sconfitta da un possibile attacco dei Valar, affidandone a Sauron il comando. Nonostante tutto, l'attacco dei Valar ebbe successo, Morgoth venne catturato e Utumno rasa al suolo. Dopo tre ere di prigionia, Morgoth venne liberato, e tornò alla Terra di Mezzo, prendendo il potere ad Angband e innalzando gli imponenti Thangorodrim sopra la Fortezza per proteggerla. Regnò qui fino alla fine della Prima Era, quando Angband fu distrutta nella Guerra d'Ira e Morgoth venne gettato fuori dai confini del Mondo.

## Genesi del nome
Nelle versioni precedenti della mitologia di Tolkien, Angband veniva chiamata Angamandi.